# Jack MacGowran
John Joseph "Jack" MacGowran, född 13 oktober 1918 i Dublin, Irland, död 31 januari 1973 i New York, var en irländsk skådespelare. MacGowran medverkade i filmer som Hans vilda fru (1952), Darby O'Gill och småfolket (1959), Tom Jones (1963), Vampyrernas natt (1967),  Age of Consent (1969) och Exorcisten (1973).

## Filmografi i urval
- 1952 – Hans vilda fru
- 1953 – Bomben
- 1953 – Blixten från Titfield
- 1957 – Månen går upp
- 1959 – Behemoth the Sea Monster
- 1959 – Darby O'Gill och småfolket
- 1962 – Nattens ryttare
- 1962 – En död söker sin mördare
- 1963 – Tom Jones
- 1963 – Avrättningen
- 1965 – Lord Jim
- 1965 – Uppviglaren
- 1965 – Doktor Zjivago
- 1966 – Cul-de-sac – Djävulsk gisslan
- 1967 – Hur jag vann kriget
- 1967 – Vampyrernas natt
- 1969 – Age of Consent
- 1970 – Vackert, brorsan!
- 1973 – Exorcisten
- 1976 – Det tredje ögat